# Selenaspidus pumilus
Selenaspidus pumilus är en insektsart som först beskrevs av Charles Kimberlin Brain 1918.  Selenaspidus pumilus ingår i släktet Selenaspidus och familjen pansarsköldlöss. Inga underarter finns listade i Catalogue of Life.